# Бук-Бель-Эр
Бук-Бель-Эр (фр. Bouc-Bel-Air) — коммуна на юго-востоке Франции в регионе Прованс — Альпы — Лазурный Берег, департамент Буш-дю-Рон, округ Экс-ан-Прованс, кантон Витроль.
Площадь коммуны — 21,75 км², население — 13 711 человек (2006) с тенденцией к росту: 13 844 человека (2012), плотность населения — 636,5 чел/км².

## Население
Население коммуны в 2011 году составляло 13 761 человек, а в 2012 году — 13 844 человека.
| 1962 | 1968 | 1975 | 1982 | 1990  | 1999  | 2006  | 2011  | 2012  |
| ---- | ---- | ---- | ---- | ----- | ----- | ----- | ----- | ----- |
| 2158 | 3210 | 4533 | 8714 | 11512 | 12297 | 13711 | 13761 | 13844 |

Динамика населения:

## Экономика
В 2010 году из 8698 человек трудоспособного возраста (от 15 до 64 лет) 6129 были экономически активными, 2569 — неактивными (показатель активности 70,5 %, в 1999 году — 66,2 %). Из 6129 активных трудоспособных жителей работали 5663 человека (2984 мужчины и 2679 женщин), 466 числились безработными (210 мужчин и 256 женщин). Среди 2569 трудоспособных неактивных граждан 887 были учениками либо студентами, 915 — пенсионерами, а ещё 767 — были неактивны в силу других причин.
На протяжении 2010 года в коммуне числилось 5097 облагаемых налогом домохозяйств, в которых проживало 13 551,5 человек. При этом медиана доходов составила 26 тысяч 538 евро на одного налогоплательщика.